# Glenda Adams

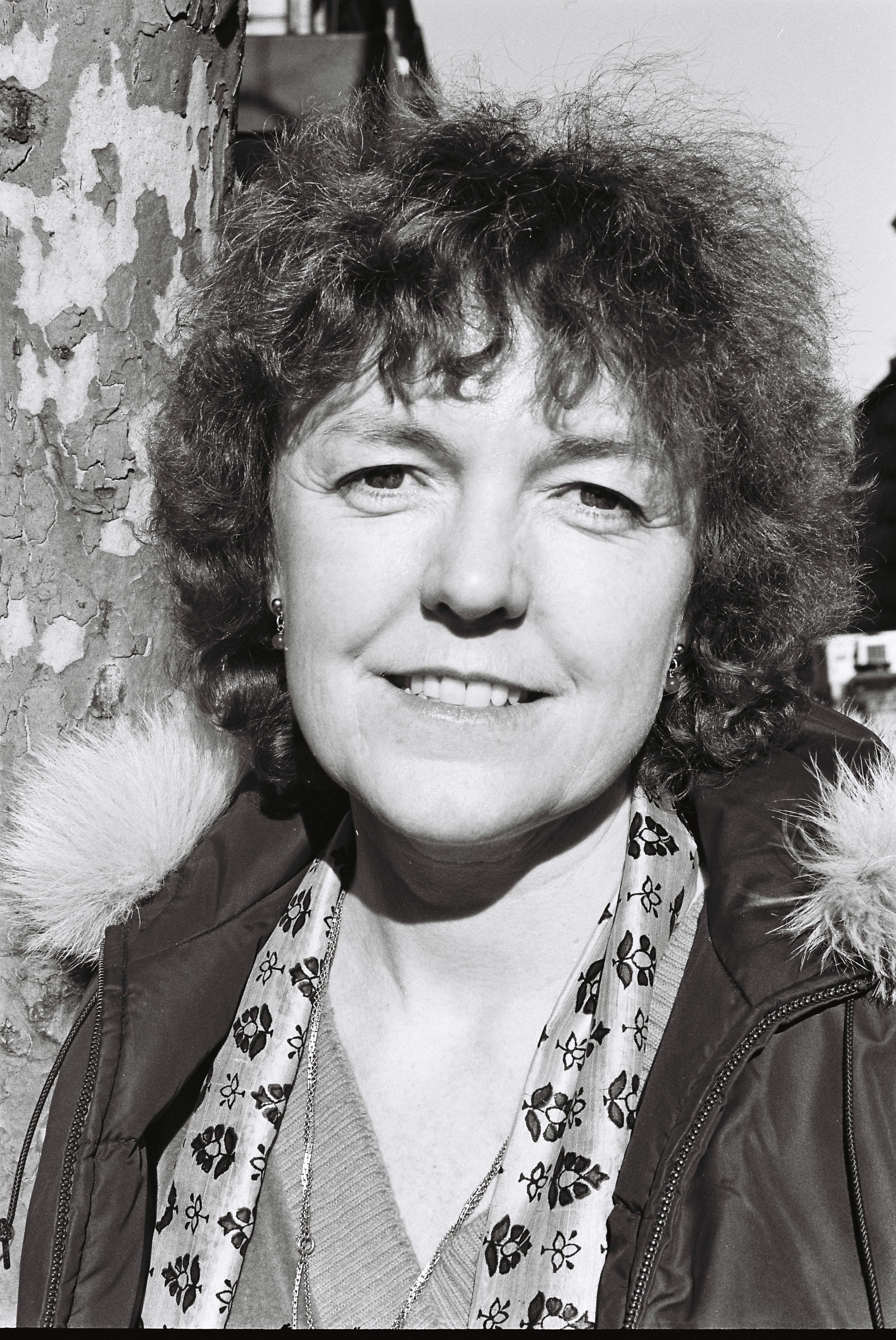
Glenda Adams

Glenda Emilie Adams, geborene Felton (* 30. Dezember 1939 in Ryde, New South Wales; † 11. Juli 2007 in Sydney, New South Wales) war eine australische Schriftstellerin.

## Leben
Adams wuchs als jüngeres von zwei Kindern in einen Vorort Sydneys auf. Sie besuchte zwei Jahre die Fort Street Primary School und zehn Jahre die Sydney Girls High School.
Glenda Adams studierte an der Universität Sydney Indonesische Sprache und Italienische Sprache und schloss 1962 mit einem Bachelor with Honours ab. In den zwei folgenden Jahren unternahm sie eine Studienreise in Indonesien und unterrichtete nach ihrer Rückkehr Indonesisch an der Universität Sydney. 1964 zog sie nach New York und studierte an der Columbia University Journalismus. 1965 schloss mit einem Master ab.
1967 heiratete sie Gordon Adams und bekam eine Tochter. Die Ehe wurde später geschieden.
Neben ihrer schriftstellerischen Tätigkeit war Adams Dozent an der Columbia University und dem Sarah Lawrence College in New York,
sowie an der University of Technology, Sydney.
1987 erhielt sie den Miles Franklin Award für ihren Roman Dancing on Coral. Ihr 1990 erschienener dritter Roman, Longleg, gewann 1991 die Auszeichnung The Age Book of the Year der australischen Zeitung The Age.
2007 starb sie an einem Krebsleiden.

## Werke

### Romane
- Games of the Strong (1982)
- Dancing on Coral (1987)
- Longleg (1990)
- The Tempest of Clemenza (1996)

### Kurzgeschichten
- Lies and Stories (1976)
- The Hottest Night of the Century (1979)[5]